# Cratere Zelinskiy
Zelinskiy è un cratere lunare di 53,95 km situato nella parte sud-occidentale della faccia nascosta della Luna.